# Левицька Зеновія
Левицька Зеновія (псевдо: «Зена») (* 1914, с. Далява, Дрогобицький район, Львівська область — † лютий 1940, с. Устиянів, Нижньоустрицького району, тепер Польща) — крайова референтка жіночого сектору і зв'язку ОУН.

## Життєпис
Народилася 1914 року в селі Далява (тепер Дрогобицький район Львівська область). Батько був священиком у цьому селі, а мати вчителькою. 
Навчалася в українській ґімназії у Дрогобичі, після її закриття польською владою у 1930 переїхала до Львова. Продовжила навчання у Господарській Школі Сестер Василіянок. 
Працювала у Львові, а згодом у місті Долині. 
Заарештована у 1938 році за націоналістичну діяльність. Після виходу з тюрми повернулася до Львова, де була призначена референткою жіночого сектора і зв’язку в Крайовій Екзекутиві ОУН, на чолі з Володимиром Тимчієм. 
Брала участь у нарадах ОУН 9-10 лютого 1940 року в Кракові.
У кінці лютого разом із крайовим провідником Володимиром Тимчієм, Микитою Опришком та Теодором Оленьчаком поверталася в Україну для продовження боротьби проти більшовицьких загарбників. Після переходу кордону їх помітили чекісти-прикордонники і почали переслідування. В селі Устиянові (Нижньоустрицького району) відбувся бій і, щоб не опинитися живими в руках НКВД, четвірка підірвала себе гранатою.